# Rhopalothrix weberi
Rhopalothrix weberi är en myrart som beskrevs av Brown och Kempf 1960. Rhopalothrix weberi ingår i släktet Rhopalothrix och familjen myror. Inga underarter finns listade i Catalogue of Life.